# Strzyżów Hrubieszowski
Strzyżów Hrubieszowski – dawna stacja kolejki wąskotorowej w Strzyżowie, w gminie Horodło, w powiecie hrubieszowskim, w województwie lubelskim.